# ناقاش هوناتان
ناقاش هُوْناتان (به ارمنی: Նաղաշ Հովնաթան); (به انگلیسی: Nałaš Hovnatan) زاده ۱۶۶۱ - درگذشته ۱۷۲۲)، هنرمند، مینیاتوریست، دیوارنگار و مستخدم کلیسا اهل ارمنستان بود. وی از غزل سرایان سده‌های هفدهم و هجدهم ادبیات ارمنی است. ناقاش هُوناتان بنیان‌گذار خاندان هُوناتان بود، که در زمان صفویان در قفقاز زندگی می‌کرد.
وی علاوه بر سرودن شعر، نقاشی ماهر و آوازخوانی خوش صدا بود.
طبق روایتی تمامی سطح دیوارهای داخل کلیسای تادئوس و بارتوقیمئوس مقدس، تهران با نقاشی‌های آب رنگ اثر ناقاش هوناتان، که از او آثار بسیاری در نخجوان و نقاط مختلف ارمنستان بر جای مانده است، تزیین شده است که متأسفانه طی مرمت‌های متناوب زیر لایه‌ای از گچ پوشیده شده بود.
هاکوپ هوناتانیان نقاش سده نوزدهم میلادی پنجمین نسل از خانوادهٔ هنرمند هوناتانیان است.

## نگارخانه

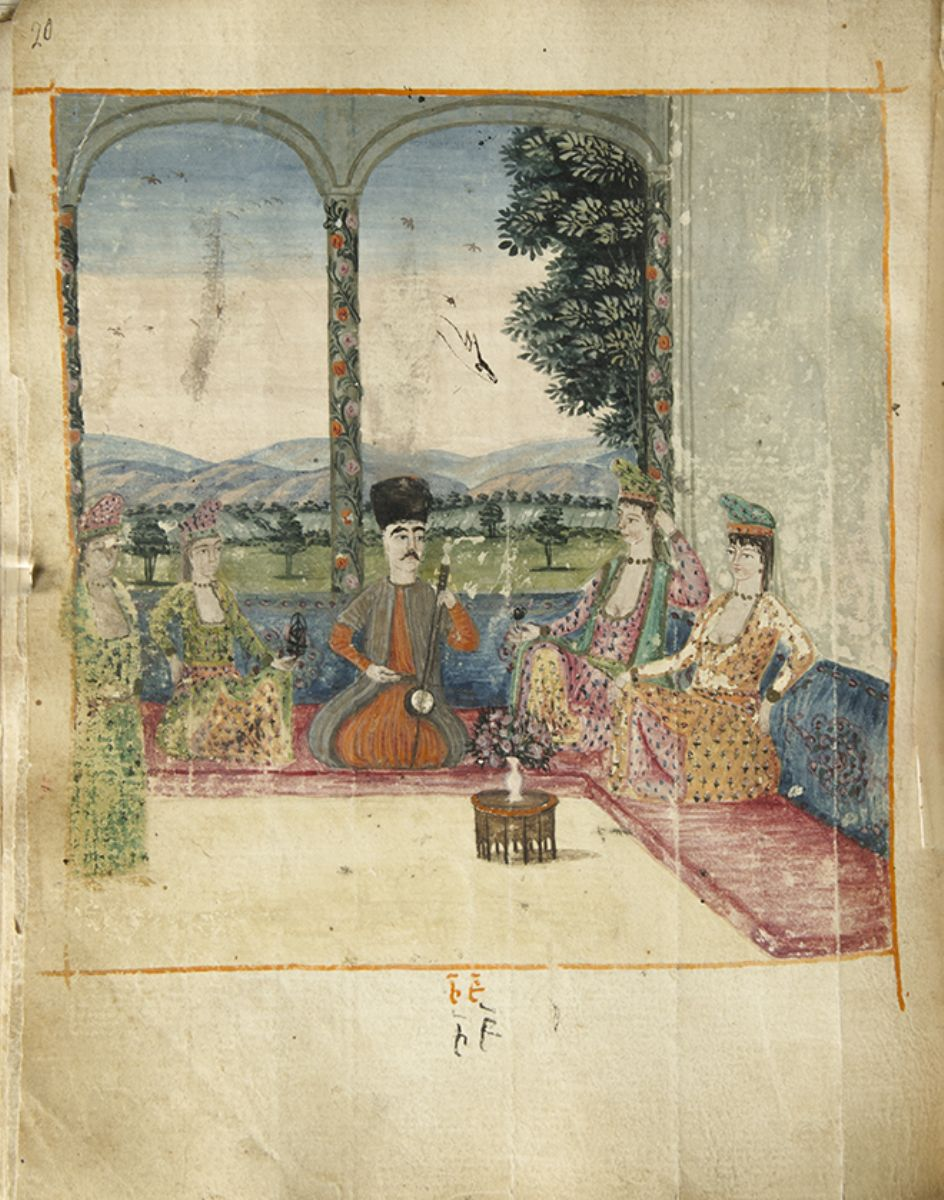